# Gustav Larsson
Gustav Erik Larsson (* 20. září 1980 Gemla, Småland) je švédský cyklista, který vynikl jako specialista na časovky. Profesionální silniční cyklistice se věnoval od roku 2001 do roku 2016, pak se zaměřil na závody horských kol. Jeho manželka Veronica Andrèassonová byla rovněž švédskou cyklistickou reprezentantkou.

## Závodní kariéra
Na Letních olympijských hrách 2008 obsadil v časovce jednotlivců druhé místo za Fabianem Cancellarou. Stříbrnou medaili získal v časovce také na mistrovství světa v silniční cyklistice 2009. Sedmkrát se stal mistrem Švédska v časovce jednotlivců (2006, 2007, 2010, 2011, 2012, 2013, 2015). Vytvořil švédský rekord v hodinovce výkonem 50,016 km. V roce 2010 získal etapové vítězství v časovce na Giro d'Italia. Vyhrál celkovou klasifikaci etapových závodů Okolo Slovenska v roce 2002, Tour Poitou-Charentes en Nouvelle-Aquitaine 2009 a Tour du Limousin v roce 2010. V roce 2013 byl druhý na Chrono des Nations.

### Výsledky na Grand Tours
| Grand Tour      | 2006 | 2007 | 2008 | 2009 | 2010 | 2011 | 2012 | 2013 |
| --------------- | ---- | ---- | ---- | ---- | ---- | ---- | ---- | ---- |
| Giro d'Italia   | 66   | —    | 14   | —    | 59   | —    | 35   | —    |
| Tour de France  | 105  | —    | —    | 50   | —    | —    | DNF  | —    |
| Vuelta a España | —    | —    | —    | —    | 20   | —    | —    | —    |

### Výsledky na letních olympijských hrách
- Letní olympijské hry 2004: 72. místo v závodě s hromadným startem
- Letní olympijské hry 2008: 2. místo v časovce, 23. místo v závodě s hromadným startem
- Letní olympijské hry 2012: 16. místo v časovce, 76. místo v závodě s hromadným startem